# Eltham
Eltham – dzielnica Londynu, leżąca w gminie Greenwich. Eltham jest wspomniana w Domesday Book (1086) jako Alham.